# Etienne van der Linde
Etienne van der Linde (ur. 25 lutego 1978 roku w Johannesburgu) – południowoafrykański kierowca wyścigowy.

## Kariera
Van der Linde rozpoczął karierę w wyścigach samochodowych w 1995 roku od startów w Południowoafrykańskiej Formule GTI, gdzie zdobył tytuł mistrzowski. W późniejszych latach Południowoafrykańczyk pojawiał się także w stawce Brytyjskiej Formuły Renault, Niemieckiej Formuły Opel, Europejskiej Formuły Opel, Niemieckiej Formuły 3, Masters of Formula 3, Vodacom Sports Prototype Championship, Shelby Can-Am Championship South Africa, South African Touring Car Championship, Europejskiej Formuły 3000 oraz Bridgestone Production Cars.